# 漣水県
漣水県（れんすい-けん）は中華人民共和国江蘇省に位置する省直轄の県であり、しばらくの間、淮安市の代理管轄下に置かれている。

## 行政区画
- 街道:漣城街道、朱碼街道、陳師街道、保灘街道
- 鎮:高溝鎮、唐集鎮、大東鎮、五港鎮、梁岔鎮、石湖鎮、岔廟鎮、東胡集鎮、南集鎮、成集鎮、紅窯鎮、黄営鎮

## 出身者
- 顧祝同 - 中華民国の軍人。国民革命軍の上級指揮官。陸軍総司令、参謀総長、国防部長などを歴任。
- 薛剣 - 中華人民共和国の外交官,2021年6月より在大阪総領事